# Puccinia ligustici
Puccinia ligustici är en svampart som beskrevs av Ellis & Everh. 1895. Puccinia ligustici ingår i släktet Puccinia och familjen Pucciniaceae.   Inga underarter finns listade i Catalogue of Life.